# ФК «Крылья Советов» в сезоне 1990
Сезон 1990 — 47-й сезон «Крыльев Советов», в том числе 8-й сезон в третьем по значимости дивизионе СССР. По итогам чемпионата команда заняла 3-е место.

## Чемпионат СССР (вторая лига)

### Чемпионат СССР по футболу 1990 (вторая лига, центр)

#### Турнирная таблица
| Место | Команда                     | И  | В  | Н  | П  | Мячи  | О  |
| ----- | --------------------------- | -- | -- | -- | -- | ----- | -- |
| 1     | «Уралмаш» (Свердловск)      | 42 | 23 | 13 | 6  | 62-21 | 59 |
| 2     | «Текстильщик» (Камышин)     | 42 | 22 | 8  | 12 | 73-49 | 52 |
| 3     | «Крылья Советов» (Куйбышев) | 42 | 19 | 11 | 12 | 53-35 | 49 |
| 4     | «Металлург» (Липецк)        | 42 | 18 | 13 | 11 | 56-43 | 49 |
| 5     | «Кяпаз» (Гянджа)            | 42 | 21 | 5  | 16 | 66-54 | 47 |

#### Результаты матчей
| 07 апреля 1990 1 тур | «Текстильщик» (Камышин) | 2:0 | «Крылья Советов» (Куйбышев) |  |

| 10 апреля 1990 2 тур | «Торпедо» (Волжский) | 2:0 | «Крылья Советов» (Куйбышев) |  |

| 17 апреля 1990 3 тур | «Крылья Советов» (Куйбышев) | 2:2 | «Цемент» (Новороссийск) |  |

| 20 апреля 1990 4 тур | «Крылья Советов» (Куйбышев) | 1:0 | «Дружба» (Майкоп) |  |

| 26 апреля 1990 5 тур | «Волгарь» (Астрахань) | 2:0 | «Крылья Советов» (Куйбышев) |  |

| 29 апреля 1990 6 тур | «Терек» (Грозный) | 1:1 | «Крылья Советов» (Куйбышев) |  |

| 06 мая 1990 7 тур | «Крылья Советов» (Куйбышев) | 1:0 | «Гоязан» (Казах) |  |

| 09 мая 1990 8 тур | «Крылья Советов» (Куйбышев) | 1:0 | «Кяпаз» (Гянджа) |  |

| 16 мая 1990 9 тур | «Торпедо» (Рязань) | 1:0 | «Крылья Советов» (Куйбышев) |  |

| 19 мая 1990 10 тур | «Торпедо» (Владимир) | 1:1 | «Крылья Советов» (Куйбышев) |  |

| 26 мая 1990 11 тур | «Крылья Советов» (Куйбышев) | 2:1 | «Зенит» (Ижевск) |  |

| 29 мая 1990 12 тур | «Крылья Советов» (Куйбышев) | 1:0 | «Гастелло» (Уфа) |  |

| 04 июня 1990 13 тур | «Заря» (Калуга) | 2:3 | «Крылья Советов» (Куйбышев) |  |

| 07 июня 1990 14 тур | «Динамо» (Брянск) | 1:1 | «Крылья Советов» (Куйбышев) |  |

| 14 июня 1990 15 тур | «Крылья Советов» (Куйбышев) | 1:0 | «Звезда» (Пермь) |  |

| 17 июня 1990 16 тур | «Крылья Советов» (Куйбышев) | 0:0 | «Уралмаш» (Свердловск) |  |

| 27 июня 1990 18 тур | «Крылья Советов» (Куйбышев) | 3:3 | «Сокол» (Саратов) |  |

| 02 июля 1990 19 тур | СКА (Ростов-на-Дону) | 2:1 | «Крылья Советов» (Куйбышев) |  |

| 05 июля 1990 20 тур | «Металлург» (Липецк) | 2:1 | «Крылья Советов» (Куйбышев) |  |

| 11 июля 1990 21 тур | «Крылья Советов» (Куйбышев) | 4:1 | «Машук» (Пятигорск) |  |

| 14 июля 1990 22 тур | «Крылья Советов» (Куйбышев) | 3:0 | «Нарт» (Черкесск) |  |

| 06 августа 1990 23 тур | «Цемент» (Новороссийск) | 1:0 | «Крылья Советов» (Куйбышев) |  |

| 09 августа 1990 24 тур | «Дружба» (Майкоп) | 0:0 | «Крылья Советов» (Куйбышев) |  |

| 15 августа 1990 25 тур | «Крылья Советов» (Куйбышев) | 2:0 | «Волгарь» (Астрахань) |  |

| 18 августа 1990 26 тур | «Крылья Советов» (Куйбышев) | 3:0 | «Терек» (Грозный) |  |

| 03 сентября 1990 29 тур | «Крылья Советов» (Куйбышев) | 0:0 | «Торпедо» (Рязань) |  |

| 06 сентября 1990 30 тур | «Крылья Советов» (Куйбышев) | 1:0 | «Торпедо» (Владимир) |  |

| 13 сентября 1990 31 тур | «Зенит» (Ижевск) | 2:0 | «Крылья Советов» (Куйбышев) |  |

| 16 сентября 1990 32 тур | «Гастелло» (Уфа) | 1:0 | «Крылья Советов» (Куйбышев) |  |

| 22 сентября 1990 33 тур | «Крылья Советов» (Куйбышев) | 2:1 | «Динамо» (Брянск) |  |

| 25 сентября 1990 34 тур | «Крылья Советов» (Куйбышев) | 2:0 | «Заря» (Калуга) |  |

| 01 октября 1990 35 тур | «Звезда» (Пермь) | 0:0 | «Крылья Советов» (Куйбышев) |  |

| 04 октября 1990 36 тур | «Уралмаш» (Свердловск) | 1:0 | «Крылья Советов» (Куйбышев) |  |

| 12 октября 1990 38 тур | «Сокол» (Саратов) | 0:1 | «Крылья Советов» (Куйбышев) |  |

| 18 октября 1990 39 тур | «Крылья Советов» (Куйбышев) | 1:1 | СКА (Ростов-на-Дону) |  |

| 21 октября 1990 40 тур | «Крылья Советов» (Куйбышев) | 4:0 | «Металлург» (Липецк) |  |

| 27 октября 1990 41 тур | «Машук» (Пятигорск) | 2:1 | «Крылья Советов» (Куйбышев) |  |

| 30 октября 1990 42 тур | «Нарт» (Черкесск) | 1:0 | «Крылья Советов» (Куйбышев) |  |

| 05 ноября 1990 43 тур | «Крылья Советов» (Куйбышев) | 2:0 | «Текстильщик» (Камышин) |  |

| 08 ноября 1990 44 тур | «Крылья Советов» (Куйбышев) | 4:0 | «Торпедо» (Волжский) |  |

| 12 ноября 1990 27 тур | «Гоязан» (Казах) | 1:1 | «Крылья Советов» (Куйбышев) |  |

| 15 ноября 1990 28 тур | «Кяпаз» (Гянджа) | 2:0 | «Крылья Советов» (Куйбышев) |  |

| 23 ноября 1990 41 тур | «Машук» (Пятигорск) | 1:3 | «Крылья Советов» (Куйбышев) | Азов |

## Кубок СССР 1989/1990

### Результаты матчей
| 19 марта 1990 1/4 | ЦСКА (Москва)                     | 3:1 | «Крылья Советов» (Куйбышев) | Москва                           |
| | Д.Кузнецов 16′ · И.Козлов 61′ 73′ |     | В.Филиппов 83′              | Стадион: ЛФК ЦСКА Зрителей: 4000 |
| ЦСКА (Москва): М.Ерёмин, Д.Кузнецов, В.Янушевский, Д.Галямин, С.Фокин, О.Малюков (Д.Быстров, 46), И.Корнеев, В.Брошин (С.Колотовкин, 36), О.Сергеев (С.Дмитриев, 63), В.Татарчук, И.Козлов «Крылья Советов» (Куйбышев): В.Гаус, С.Михневич, В.Жупиков, А.Еремеев, В.Тумайкин, С.Марушко (Н.Щукин, 78), Р.Валиев (А.Цыганков, 49), В.Фомин, В.Филиппов, Д.Шарипов, В.Королёв (В.Недоростков, 60) |                                   |     |                             |                                  |

## Кубок СССР 1990/1991

### Результаты матчей
| 14 апреля 1990 1/64 | «Крылья Советов» (Куйбышев) | 1:1 (д.в.) (3:5 пен.) | «Гастелло» (Уфа) | Новокуйбышевск                   |
| | В.Королёв 13′               |                       | С.Дёмин 58′      | Стадион: Нефтяник Зрителей: 1000 |
| «Крылья Советов» (Куйбышев): М.Володин, С.Михневич (С.Борисов, 46), А.Еремеев, С.Грибов, В.Тумайкин, С.Марушко, Р.Валиев (Д.Иванов, 46), Н.Щукин (к), В.Филиппов, А.Цыганков, В.Королёв (В.Фомин, 55) «Гастелло» (Уфа): О.Печёнкин, О.Горохов, В.Степаненко, Р.Хабибов, В.Петров (В.Онучин, 46), И.Сафаров (к), О.Чистяков, А.Каткин, Н.Нечаев (С.Дёмин, 46), Д.Гаевой, О.Томин |                             |                       |                  |                                  |

## Товарищеские матчи

### Результаты матчей
| 28 июля 1990 | «Крылья Советов» (Куйбышев) | –:– | «Лада» (Тольятти) | Куйбышев           |
|              |                             |     |                   | Стадион: Металлург |

## Статистика состава
По ходу сезона в официальных матчах основного состава команды «Крылья Советов» сыграло 22 игрока. 9 из них отметились забитыми мячами. Лучшим бомбардиром команды в сезоне стал Владимир Королёв, забивший 17 мячей. 

### Матчи и голы
| № | Поз. | Имя                  | Лига | Лига | Кубок СССР 1989/1990 | Кубок СССР 1989/1990 | Кубок СССР 1990/1991 | Кубок СССР 1990/1991 | Всего | Всего |
| № | Поз. | Имя                  | Игры | Голы | Игры                 | Голы                 | Игры                 | Голы                 | Игры  | Голы  |
| - | ---- | -------------------- | ---- | ---- | -------------------- | -------------------- | -------------------- | -------------------- | ----- | ----- |
| ? | Вр   | Михаил Володин       | 12   | -8   | 0                    | 0                    | 1                    | -1                   | 13    | ?     |
| ? | Вр   | Виктор Гаус          | 33   | -27  | 1                    | -3                   | 0                    | 0                    | 34    | ?     |
| ? | Защ  | Алексей Еремеев      | 37   | 0    | 1                    | 0                    | 1                    | 0                    | 39    | 0     |
| ? | Защ  | Василий Жупиков      | 41   | 0    | 1                    | 0                    | 0                    | 0                    | 42    | 0     |
| ? | Защ  | Сергей Михневич      | 25   | 0    | 1                    | 0                    | 1                    | 0                    | 27    | 0     |
| ? | Защ  | Александр Цыганков   | 40   | 3    | 1                    | 0                    | 1                    | 0                    | 42    | 3     |
| ? | ПЗ   | Валерий Тумайкин     | 41   | 2    | 1                    | 0                    | 1                    | 0                    | 43    | 2     |
| ? | ПЗ   | Равиль Валиев        | 38   | 10   | 1                    | 0                    | 1                    | 0                    | 40    | 10    |
| ? | ПЗ   | Сергей Марушко       | 37   | 4    | 1                    | 0                    | 1                    | 0                    | 39    | 4     |
| ? | ПЗ   | Юрий Сёмин           | 9    | 0    | 0                    | 0                    | 0                    | 0                    | 9     | 0     |
| ? | ПЗ   | Вячеслав Фомин       | 39   | 1    | 1                    | 0                    | 1                    | 0                    | 41    | 1     |
| ? | ПЗ   | Динар Шарипов        | 6    | 0    | 1                    | 0                    | 0                    | 0                    | 7     | 0     |
| ? | ПЗ   | Николай Щукин        | 25   | 0    | 1                    | 0                    | 1                    | 0                    | 27    | 0     |
| ? | Нап  | Сергей Грибов        | 41   | 0    | 0                    | 0                    | 1                    | 0                    | 42    | 0     |
| ? | Нап  | Дмитрий Иванов       | 36   | 5    | 0                    | 0                    | 1                    | 0                    | 37    | 5     |
| ? | Нап  | Владимир Королёв     | 35   | 16   | 1                    | 0                    | 1                    | 1                    | 37    | 17    |
| ? | Нап  | Вячеслав Недоростков | 0    | 0    | 1                    | 0                    | 0                    | 0                    | 1     | 0     |
| ? | Нап  | Станислав Федотов    | 7    | 0    | 0                    | 0                    | 0                    | 0                    | 7     | 0     |
| ? | Нап  | Владимир Филиппов    | 39   | 9    | 1                    | 1                    | 1                    | 0                    | 41    | 10    |
| ? | ?    | Сергей Борисов       | 23   | 0    | 0                    | 0                    | 1                    | 0                    | 24    | 0     |
| ? | ?    | Дмитрий Емельянов    | 6    | 0    | 0                    | 0                    | 0                    | 0                    | 6     | 0     |
| ? | ?    | Валерий Мельников    | 20   | 2    | 0                    | 0                    | 0                    | 0                    | 20    | 2     |

### Бомбардиры
| Место | Позиция | Игрок              | Чемпионат СССР | Кубок СССР 1989/1990 | Кубок СССР 1990/1991 | Итого |
| ----- | ------- | ------------------ | -------------- | -------------------- | -------------------- | ----- |
| 1     | Нап     | Владимир Королёв   | 16             | 0                    | 1                    | 17    |
| 2     | ПЗ      | Равиль Валиев      | 10             | 0                    | 0                    | 10    |
| 3     | Нап     | Владимир Филиппов  | 9              | 1                    | 0                    | 10    |
| 4     | Нап     | Дмитрий Иванов     | 5              | 0                    | 0                    | 5     |
| 5     | ПЗ      | Сергей Марушко     | 4              | 0                    | 0                    | 4     |
| 6     | Защ     | Александр Цыганков | 3              | 0                    | 0                    | 3     |
| 7     | ?       | Валерий Мельников  | 2              | 0                    | 0                    | 2     |
| 8     | Защ     | Валерий Тумайкин   | 2              | 0                    | 0                    | 2     |
| 9     | ПЗ      | Вячеслав Фомин     | 1              | 0                    | 0                    | 1     |